# Dorfstetten
Dorfstetten là một thị xã thuộc huyện Melk trong bang Niederösterreich.